# 申叔展
申叔展（?—?），芈姓，名叔展，申氏，春秋時期楚國大夫。
前597年（鲁宣公十二年、宋文公十四年、楚庄王十七年）冬天，楚国讨伐围困宋国的萧邑。楚国大夫申叔展和宋国大夫还无社，本是朋友。两军对垒时，还无社喊申叔展。申叔展想城破后还无社一定要狼狈躲藏。于是问他：“喂，有麦麹吗？”还无社说：“没有！”申叔展又说：“有山鞠穷吗？”麦麹和山芎藭都是御寒的药物。还无社仍说：“没有！”申叔展于是再说：“受凉拉肚子，怎么办？”还无社明白了：“那请从枯井里救人吧！”申叔展说：“井上盖些茅草就行！”第二天，萧邑城破，申叔展找到一口盖茅草的枯井，喊一声“还无社”，还无社就从枯井里爬出来了。